# (29346) Mariadina
(29346) Mariadina est un astéroïde de la ceinture principale.

## Description
(29346) Mariadina est un astéroïde de la ceinture principale. Il fut découvert le 25 février 1995 à Cima Ekar par Maura Tombelli. Il présente une orbite caractérisée par un demi-grand axe de 2,74 UA, une excentricité de 0,24 et une inclinaison de 12,0° par rapport à l'écliptique.

## Compléments